# Privatvermögensstruktur
Privatvermögensstrukturen (PVS) sind steuerrechtlich privilegierte liechtensteinische unternehmerische Einrichtungen. Wichtigstes Unterscheidungsmerkmal zu anderen, im Handelsregister eingetragenen Unternehmen ist, dass Privatvermögensstrukturen keine wirtschaftliche Tätigkeit in Liechtenstein ausüben.
Der Begriff Privatvermögensstruktur wird ausschließlich im Zusammenhang mit dem liechtensteinischen Steuergesetz und der Steuerverordnung verwendet.

## Gesetzliche Grundlage und Definition
Gemäß Art 64 Abs. 1 Steuergesetz sind Privatvermögensstrukturen solche unternehmerische Einrichtungen:
1. welche in der Verfolgung ihres Zwecks keine wirtschaftliche Tätigkeit ausüben, insbesondere wenn sie ausschliesslich Finanzinstrumente nach Art. 4 Abs. 1 Bst. g des Vermögensverwaltungsgesetzes sowie Beteiligungen an juristischen Personen, liquide Gelder und Bankkontoguthaben erwerben, besitzen, verwalten und veräussern;
2. deren Aktien oder Anteile nicht öffentlich platziert wurden und nicht an einer Börse gehandelt werden und deren Besitz den in Abs. 3 genannten Investoren vorbehalten ist, oder bei denen keine anderen als die in Abs. 3 genannten Investoren begünstigt sind;
3. die weder um Anteilseigner und Anleger werben noch von diesen oder von Dritten Vergütungen oder Kostenerstattungen für ihre Tätigkeit nach Massgabe des Bst. a erhalten; und
4. aus deren Statuten sich ergibt, dass sie den Beschränkungen für Privatvermögensstrukturen unterliegen.

Zu den juristischen Personen im Sinne des SteG zählen auch Stiftungen, Treuunternehmen und Trusts nach liechtensteinischem Recht.

## Sitzgesellschaften
Der im alten Steuergesetz verwendete Begriff „Sitzunternehmen“ und der umgangssprachlich weit verbreitete Begriff „Sitzgesellschaft“ (auch Domizilgesellschaft) wurde im neuen Steuergesetz bewusst vermieden. Auch eine Trennung in Sitzunternehmen (Art 84) und Holdinggesellschaft (Art 83) des Steuergesetzes (alte Fassung – a.F.) wurde im neuen Steuergesetz (neue Fassung – n.F.) nicht mehr vorgenommen.
Im Fürstentum Liechtenstein unterschied bis 2010 das Personen- und Gesellschaftsrecht (PGR) „zwischen zwei Arten von Gesellschaften liechtensteinischen Rechts, und zwar liechtensteinischen Gesellschaften, die keine Geschäftstätigkeit in Liechtenstein ausüben (Sitzgesellschaften), und solchen, die in Liechtenstein tätig sind (aktive Gesellschaften)“.
Im PGR sind auch nach 2010 verschiedene Erleichterungen für Unternehmen normiert, welche „kein nach kaufmännischer Art geführtes Gewerbe betreiben“ Der Begriff Privatvermögensstruktur findet sich im PGR hingegen nicht. In der Praxis kann die Privatvermögensstruktur nach SteG den unternehmerischen Einrichtungen nach PGR die „kein nach kaufmännischer Art geführtes Gewerbe betreiben“ gleichgesetzt werden.
Das Abkommen zwischen dem Fürstentum Liechtenstein und der Republik Österreich über die Zusammenarbeit im Bereich der Steuern vom 29. Januar 2013 kennt sowohl den Begriff Privatvermögensstruktur als auch den Begriff Sitzgesellschaft.

## Umfang der erlaubten Tätigkeit
Der Umfang der erlaubten Tätigkeit von Privatvermögensstrukturen in Liechtenstein orientiert sich an dem der bisherigen Sitzgesellschaften bzw. Holdinggesellschaft. Den Sitzgesellschaften bzw. Holdinggesellschaften waren es bislang gestattet:
- ein Büro mit Verwaltungsaufgaben für eigene Zwecke (Korrespondenz, Internet, Telefon- und Telefaxbedienung, Fakturierung, Buchhaltung etc.) zu betreiben und
- Arbeitskräfte für diese Zwecke anzustellen,
- Dritte mit diesen und damit zusammenhängenden Aufgaben zu betrauen (Treuhänder, Wirtschaftsprüfer, Banken, Rechtsanwälte etc.) aber
- keine weitergehende wirtschaftliche Tätigkeit bzw. nach kaufmännischer Art geführtes Gewerbe, in Liechtenstein betreiben.

Die Privatvermögensstruktur kann sowohl als einfache "Sitzgesellschaft" als auch als Holdinggesellschaft eingesetzt werden, ohne das Steuerprivileg zu verlieren, solang keine wirtschaftliche Tätigkeit oder ähnliches (siehe oben) in Liechtenstein ausgeübt wird.

## Steuerlast
Alle steuerpflichtigen juristischen Personen unterliegen der Ertragssteuer. Der Steuersatz für juristische Personen wurde mit 12,5 % vereinheitlicht; da Privatvermögensstrukturen nicht veranlagt werden, fällt jedoch lediglich die Mindestertragssteuer an. Mindestertragssteuer für Privatvermögensstrukturen beträgt 1 800 Franken (Art 62 Abs. 2 SteG).
Gemäss dem Protokoll zur Abänderung des am 5. November 1969 in Vaduz unterzeichneten Abkommens zwischen dem Fürstentum Liechtenstein und der Republik Österreich zur Vermeidung der Doppelbesteuerung auf dem Gebiete der Steuern vom Einkommen und vom Vermögen vom 29. Januar 2013 und dem angehängten Zusatzprotokoll gemäß Art II, gelten Privatvermögensstrukturen liechtensteinischen Rechts, welche ausschliesslich der Mindestertragssteuer in Liechtenstein unterliegen, steuerrechtlich im Sinne des Abkommens zwischen dem Fürstentum Liechtenstein und der Republik Österreich zur Vermeidung der Doppelbesteuerung auf dem Gebiete der Steuern vom Einkommen und vom Vermögen vom 5. November 1969 nicht als im Fürstentum Liechtenstein ansässig.
Das Protokoll zum Abkommen zwischen der Schweizerischen Eidgenossenschaft und dem Fürstentum Liechtenstein zur Vermeidung der Doppelbesteuerung auf dem Gebiet der Steuern vom Einkommen und vom Vermögen, abgeschlossen am 10. Juli 2015, sieht gemäß Ziffer 2 zu Artikel 4 lit. b eine analoge Regelung vor: Private Vermögensstrukturen gelten „als steuerlich transparent“.

## Schweizer Recht
Nach Schweizer Recht gelten als Sitzgesellschaften, in Abgrenzung zu operativen Gesellschaften, juristische Personen, Gesellschaften, Anstalten, Stiftungen, Trusts, Treuhandunternehmungen und ähnliche Verbindungen, die kein Handels-, Fabrikations- oder anderes nach kaufmännischer Art geführtes Gewerbe betreiben. In der Regel liegt der Zweck einer Sitzgesellschaft in der Verwaltung des Vermögens des wirtschaftlich Berechtigten, was insbesondere bei Gesellschaften der Fall ist, die keiner operativen Tätigkeit nachgehen. Nicht als Sitzgesellschaften gelten jedoch Gesellschaften, welche die Beteiligungen unter einheitlicher Leitung zusammenfassen (Holdinggesellschaften) oder Familienstiftungen.